# Albrecht Roscher
Albrecht Roscher (27. august 1836—19. marts 1860) var en tysk afrikarejsende.
Roscher studerede arabisk og medicin og rejste 1858 til Afrika for det påfølgende år fra Zanzibar at rejse til Kilwa og herfra drage ind i landet, hvor han i nærheden af Nyassasøen, som Livingstone kort i forvejen havde opdaget, blev myrdet. Roscher er forfatter af: Claudius Ptolemäus und die Handelsstrassen in Zentralafrika (1857).